# اصول و ضوابط واژه‌گزینی
اصول و ضوابط واژه‌گزینی نام کتابی است که به معرفی اصول و ضوابط کلی تعیین واژه‌ها در فرهنگستان زبان و ادب فارسی می‌پردازد.

## بخش‌ها
- پیشگفتار

### مقدمه
بنابر اساسنامهٔ فرهنگستان زبان و ادب فارسی، واژه‌گزینی از جمله وظایف فرهنگستان است.
اصول و ضوابط واژه‌گزینی در جلسه‌های پنجاه‌وهشتم (۱۱ مهر ۱۳۷۳) و یکصدوپانزدهم (۲ تیر ۱۳۷۶) در قالب نُه اصل به تصویب رسید. در تاریخ ۶ اردیبهشت ۱۳۸۶ هم‌اندیشی یک‌روزه‌ای برای گفت‌وگوی مستقیم با صاحب‌نظران برگزار شد. سرانجام، در تاریخ ۲۶ آذر ۱۳۸۶ در سیصدوسی‌ویکمین جلسهٔ شورای فرهنگستان، اصول و ضوابط جدید به تصویب رسید.

### اصول و ضوابط واژه‌گزینی
(مصوب جلسهٔ سیصدوسی‌ویکم مورخ ۱۳۸۶/۹/۲۶)
1. تعاریف: تعریف و شرح عبارت‌های واژه، واژه‌گزینی، زبان فارسی، واژهٔ فارسی، زبان علم
2. اصول موضوعه
  1. ۲ توسعهٔ علمی نیازمند زبان علمی است.
  2. ۲ زبان علم در ایران فارسی است و باید فارسی بماند.
  3. ۲ زبان علمی فارسی برای بقا نیازمند واژه‌گزینی سازمان‌یافته و روشمند است.
3. منابع واژه‌گزینی
4. شیوه‌های واژه‌گزینی
  1. ۴ برگزینش
  2. ۴ نوگزینش
  3. ۴ ساختن اصطلاح
    1. ۴٫۳ واژه‌سازی
    2. ۴٫۳ ساختن گروه نحوی
    3. ۴٫۳ اختصارسازی

  4. ۴ وام‌گیری
5. روش‌های معادل‌یابی
  1. ۵ معادل‌یابی مفهومی
  2. ۵ گرده‌برداری
6. ضوابط واژه‌گزینی

### شرح اصول و ضوابط واژه‌گزینی
1. تعاریف
2. اصول موضوعه
3. منابع واژه‌گزینی
4. شیوه‌های واژه‌گزینی
5. روش‌های معادل‌یابی
6. ضوابط واژه‌گزینی

### پیوست
- تاریخچهٔ واژه‌گزینی در ایران
- متون پهلوی
- متون فارسی دری
- متون فارسی نوین
- تأسیس فرهنگستان ایران (فرهنگستان اول)
- فرهنگستان زبان ایران (فرهنگستان دوم)
- مرکز نشر دانشگاهی
- فرهنگستان زبان و ادب فارسی (فرهنگستان سوم)

1. پرهیز از سره‌گرایی
2. بهره‌جویی از همهٔ امکانات واژه‌سازی فارسی
3. پرهیز از واژه‌سازی بر اساس الگوهای دیگر زبان‌ها

- منابع